# Jessie (seriál, 2011)
Jessie (stylizováno jako JESSIE) je americký televizní komediální televizní seriál, který měl premiéru 30. září 2011 v USA na Disney Channel. V Česku měl premiéru 31. prosince 2011. Seriál byl vytvořen a produkovala jej Pamela Eells O'Connellová. V seriálu hraje Debby Ryanová jako Jessie, dívka z Texasu, která se stěhuje do New Yorku, kde se stane chůvou čtyř dětí, ztvárněných Peyton Listovou, Cameronem Boyceem, Karanem Brarem, Skai Jacksonovou.
V červenci 2013 se začalo pracovat na třetí řadě, která měla premiéru 5. října 2013. Dne 16. dubna 2014 bylo zveřejněno, že se Jessie zasnoubí ve čtyřdílné závěrečné epizodě třetí řady; stala se tak první postavou Disney Channel, která se zasnoubila.
Dne 20. května 2014 bylo rozhodnuto o natočení čtvrté řady. Dne 1. října 2014 Listová oznámila, že seriál po čtvrté řadě skončí.Od října 2016 vysílá seriál i ČT:D.

## O seriálu
Seriál se zaměřuje na osmnáctiletou Jessie (Debby Ryanová), holku z malého města v Texasu, která se jednoho dne rozhodla, že se přestěhuje do New Yorku, kde dobude svět. Jenže její plán selže, když v taxíku zjistí, že nemá peněženku a nemůže zaplatit. Taxikář ji ze svého vozidla vzápětí vyhodí. Tam, kde ji vyhodí, potkává Jessie malou Zuri (Skai Jacksonová), která jí nabízí práci chůvy v milionovém podkrovním bytě rodiny Rossových na Upper West Side – práci u čtyř dětí: Emma Rossová (Peyton Listová), Luke Ross (Cameron Boyce), Ravi Ross (Karan Brar) a Zuri Rossová, dvou zazobaných rodičů a jednoho čtyřnohého miláčka. Jessie nabídku přijímá, a tak se musí starat o čtyři ne zrovna hodné děti a jednoho ještěra. V hlídání ji pomáhá i nepomáhá rodinný sluha Bertram (Kevin Chamberlin) a vrátný Tony (Chris Galya).

## Produkce

### Vývoj
Seriál byl vytvořen Pamelou Eells O'Connellovou, která již měla zkušenosti s natáčením komediálního seriálu na téma „chůva,“ svou kariéru začala jako scenáristka pro seriál Charles in Charge a sloužila jako co-výrobní producentka seriálu Chůva k pohledání, ještě před zahájením spolupráce s Debby Ryanovou na seriálu Sladký život na moři. O'Connellová údajně vytvořila seriál Jessie specificky pro Debby Ryanovou. V rozhovoru pro Star-Telegram vysvětlila Debby Ryanová, jak seriál vznikal – „Pamela a já jsme házely různé myšlenky, a když byl Sladký život na moři u konce, přišla právě s Jessie. Když Disney viděl script a pořad Pamely a mně, řekli: „Super. Nám se líbí. Vysílat můžete na podzim.“ V rozhovoru s Variety, Disney CEO, Gary Marsh znovu hovořil o spolupráci s Debby Ryanovou – „Bylo napínavé sledovat Debby, jak roste z neznámé herečky na jednu z našich nejvyšších hvězd. Debby je mladá talentovaná herečka, která se připojí ke svým fanouškům, protože je geniální, zajímavá všemi kvalitami najednou. Naši fanoušci ji mohli vidět v seriálu Sladký život na moři jako Bailey a ve filmu 16 přání jako Abby a my jsme rádi, že sní můžeme dále spolupracovat.“ Postava Jessie se stala první postavou na Disney Channel, která se zasnoubila.

### Casting
Potom co obsadili Debby Ryanovou, začal Disney Channel hledat rodinu Rossových a to v květnu 2011. Ještě před dokončením castingu byly udělány určité změny v postavách. Role matky dětí Rossových měla být fotografka a měla se jmenovat Pandora. Role nejstarší dcery se změnila na Emmu z původní Anabel. Luke měl být původně chlapec z Koreje se jménem Hiro, Ravi měl být původně z Jižní Ameriky a měl se jmenovat Javier, který měl mít jako domácího mazlíčka kapybaru místo varana. Hodně se spekulovalo o tom, že jednou z inspirací pro tento seriál byli Brad Pitt a Angelina Jolie, jako prominentní slavný pár s adoptovanými dětmi. V rozhovoru s Boston Herald se O'Connelly vyjádřila k spekulacím – „Myslela jsem na slavnou rodinu s podkrovním bytem, který by byl okouzlující a na Jessie skromnou slečnu s texaskými kořeny. Inspirovala jsem se mnoho rodinami, které adoptovali děti různých etik.“

### Natáčení
Po obsazení a dokončení všech změn postav tak, aby seděli s přijatými herci, přeskočil seriál pilotní fázi a byl poslán rovnou do výroby. Natáčení začalo v červnu 2011 ve studiu 3/8 v Hollywood Center Studiích, které před zahájením sloužilo jako zvukové studio, kde Disney nahrával seriál Kouzelníci z Waverly. Původně si Disney Channel objednal třináct dílů, ale zatím co se natáčela první řada, se doobjednalo ještě dalších sedm dílů, čímž se celkový počet dílů zvýšil na dvacet dílů pro první řadu Na otázku, jaká je atmosféra při natáčení, odpověděla Ryanová při rozhovoru s MSN TV takhle – „Určitě se cítím, jako chůva! Jsou to chytré děti, ale opravdové děti. Chtějí se bavit. Moje politika je: můžeme hrát tvrdě tak, jak dlouho budeme tvrdě pracovat, a protože jsme pracovali tvrdě, musíme tvrdě hrát.“

## Postavy

### Hlavní postavy
- Debby Ryanová jako Jessie Prescottová (český dabing: 1.-3. série Lucie Pernetová, 4.série Kateřina Velebová)
- Peyton R. Listová jako Emma Rossová (český dabing: Lucie Kušnírová)
- Cameron Boyce jako Luke Ross (český dabing: Jindřich Žampa)
- Karan Brar jako Ravi Ross (český dabing: Michal Mařík)
- Skai Jacksonová jako Zuri Rossová (český dabing: 1.-2.série Alena Kokrdová, 3.-4.série Klára Nováková)
- Kevin Chamberlin jako Bertram Winkle (český dabing: 1.-3.série Martin Zahálka, 4.série Ladislav Cigánek)

### Vedlejší postavy
- Chris Galya jako Tony
- Frank jako paní Kiplingová
- Carolyn Hennesyová jako Rhoda Chesterfieldová
- Charles Esten jako Morgan Ross
- Christina Moore jako Christina Rossová
- JJ Totah jako Stuart Wooten
- Joey Richter jako policista Petey
- Kelly Gouldová jako Rosie
- Jennifer Vealová jako chůva Agatha
- Sierra McCormick jako Connie Tompson
- Lombardo Boyar jako Boomer
- Pierson Fode jako Brooks Wentworth

## Vysílání
| Řada | Díly | Premiéra v USA | Premiéra v USA     | Premiéra v ČR (ČT :D) | Premiéra v ČR (ČT :D) | Premiéra v ČR     | Premiéra v ČR   |
| Řada | Díly | První díl      | Poslední díl       | První díl             | Poslední díl          | První díl         | Poslední díl    |
| ---- | ---- | -------------- | ------------------ | --------------------- | --------------------- | ----------------- | --------------- |
| 1    | 26   | 30. září 2011  | 7. září 2012       | 3. října 2016         | 7. listopadu 2016     | 31. prosince 2011 | 2. února 2013   |
| 2    | 28   | 5. října 2012  | 13. září 2013      | 8. listopadu 2016     | 15. prosince 2016     | 16. března 2013   | 18. ledna 2014  |
| 3    | 27   | 5. října 2013  | 28. listopadu 2014 | 16. prosince 2016     | 23. ledna 2017        | 22. dubna 2014    | 11. dubna 2015  |
| 4    | 20   | 9. ledna 2015  | 16. října 2015     | 24. ledna 2017        | 20. února 2017        | 5. září 2015      | 19. června 2016 |

### Crossovery

#### Austin & Jessie & Ally: Nový rok plný hvězd
V listopadu 2012 Disney Channel oznámil crossover díl se seriálem Austin a Ally jako hodinový speciální díl s názvem „Austin & Jessie & Ally: Nový rok plný hvězd.“ Díl měl premiéru 7. prosince 2012 v USA.

#### Hodně štěstí, Jessie: Vánoce v New Yorku
V říjnu 2013 Disney Channel oznámil crossover díl se seriálem Hodně štěstí, Charlie. Speciální díl nese název „Hodně štěstí, Jessie: Vánoce v New Yorku,“ odvysílán byl 29. listopadu 2013. V díle se objevuje Teddy Duncanová (Bridgit Mendlerová) a PJ Duncan (Jason Dolley), kteří jsou nuceni oslavit Vánoce s Rossovými kvůli sněhové bouři.

#### Dokonalý Spider-Man: Web-Warriors
Seriál se objevil také v crossover díle s Marvel/Disney XD seriálem Dokonalý Spider-Man: Web-Warriors. Halloweenský díl s názvem „Halloween Night at the Museum.“

#### Dovolená na Havaji
Čtvrtý crossover díl měl se seriálem Liv a Maddie ve speciálním díle nazvaným „Dovolená na Havaji.“ Objevili se zde Tenzing Norgay Trainor jako Parker Rooney a Joey Bragg jako Joey Rooney.

#### Karate Kid-katastrofa
V 5.díle 4.řady se objeví pan Moseby ze seriálu Sladký život na moři
Seriál společně se seriály Hannah Montana a Lilo & Stitch má nejvíce crossover dílů.

## Spor
Disney Channel neodvysílal díl „Quitting Cold Koala,“ který se plánoval uvést 17. května 2013 v USA. Díl se však objevil již dříve na oficiálním webu Disney Channel a také na Disney Channel On-Demand. Disney Channel stažení dílu oznámil také na své Facebook stránce, kde také připsal, že díl byl stažen kvůli problémům se stravováním tak, jako to bylo již například u dílů seriálů Hannah Montana či Na parket! a dalších. Dne 5. července 2013 byla na Disney Channel odvysílána upravená verze dílu.

## Premiéra
Pilotní díl seriál Jessie byla zveřejněna zdarma ke stažení přes iTunes obchod jeden týden před premiérou na Disney Channel. Při své oficiální premiéře na Disney Channel dne 30. září 2011 se stal seriál nejsledovanější páteční premiérou od září 2008, kdy debutoval seriál Sladký život na moři. Premiéru Jessie zařazenou jako číslo 1 v televizním vysílání v devět hodin sledovalo 4,6 milionů diváků v cílové skupině. Zaznamenala 2,3 milionů diváků mezi dětmi 6 - 11, 1,8 milionů diváků mezi dětmi 9 - 14 a 887 tisíc dospělých diváků ve věku 18 - 49 let.

## Ocenění
| Rok  | Ocenění             | Kategorie                                                        | Kdo           | Výsledek  | Ref.   |
| ---- | ------------------- | ---------------------------------------------------------------- | ------------- | --------- | ------ |
| 2012 | Young Artist Awards | Nejlepší výkon v TV seriálu – mladý herec ve vedlejší roli       | Karan Brar    | vítězství | [ 15 ] |
| 2012 | Popstar Awards      | TV Herečka                                                       | Debby Ryanová | vítězství | [ 16 ] |
| 2013 | Young Artist Awards | Nejlepší výkon v TV seriálu – mladý herec ve vedlejší roli       | Karan Brar    | nominace  | [ 17 ] |
| 2013 | BAFTA Awards        | Kid's Vote – Televize                                            | Jessie        | vítězství | [ 18 ] |
| 2014 | NAACP Image Award   | Vynikající výkon mládeže - Seriál                                | Karan Brar    | nominace  | [ 19 ] |
| 2014 | Young Artist Awards | Nejlepší výkon v TV seriálu – Herec 10 a míň v opakující se roli | J.J. Totah    | nominace  | [ 20 ] |
| 2014 | Kids' Choice Awards | Oblíbená TV Show                                                 | Jessie        | nominace  | [ 21 ] |
| 2014 | Kids' Choice Awards | Oblíbená TV Herečka                                              | Debby Ryanová | nominace  | [ 21 ] |
| 2014 | Teen Choice Awards  | Oblíbená TV Herečka: Komedie                                     | Debby Ryanová | nominace  | [ 22 ] |
| 2014 | BAFTA Awards        | Kid's Vote – Televize                                            | Jessie        | vítězství | [ 23 ] |

## Indická adaptace
Indická adaptace s názvem Oye Jassie měla premiéru na Disney Channel India 11. října 2013. Podobně jako většina indických adaptací má díly a postavy podobné originálu.